# Вяз Андросова
Вяз Андросова (лат. Ulmus androssowii) — лиственное дерево, вид рода Вяз (Ulmus) семейства Вязовые (Ulmaceae).
В природе вид неизвестен. Культивируется в Центральной Азии — Туркменистан, Узбекистан и Китай (провинции Сычуань, Юньнань и Тибетский автономный район).
Предположительно является гибридом между густым (Ulmus densa) и приземистым вязами (Ulmus pumila).

## Ботаническое описание
Дерево высотой до 20 м, с шатрообразной, очень плотной кроной. Кора молодых веток буро-пепельная или желтоватая; на более старых — серая.
Почки яйцевидные. Листья яйцевидные или округло-яйцевидные, длиной 5—6 см, шириной 3—4 см, в основании неравнобокие, двоякопильчатые, на верхушке коротко заострённые, на пушистых черешках длиной до 1 см. Прилистники продолговатые, густо ресничатые.
Плод — угловато-округлая крылатка диаметром около 2,5 см с центральным положением орешка.
Цветение в марте — апреле. Плодоношение в апреле — мае.

## Таксономия
Вид Вяз Андросова входит в род Вяз (Ulmus) семейства Вязовые (Ulmaceae) порядка Розоцветные (Proteales).
|  |                                      |  |                                                             |                                                             |                   |  | ещё 8 семейств (согласно Системе APG II) | ещё 8 семейств (согласно Системе APG II) |                   |  |  |  | ещё около 40 видов |
|  |                                      |  |                                                             |                                                             |                   |  | ещё 8 семейств (согласно Системе APG II) | ещё 8 семейств (согласно Системе APG II) |                   |  |  |  | ещё около 40 видов |
|  |                                      |  |                                                             | порядок Розоцветные                                         |                   |  |                                          |                                          | род Вяз           |  |  |  |                    |
|  |                                      |  |                                                             | порядок Розоцветные                                         |                   |  |                                          |                                          | род Вяз           |  |  |  |                    |
|  | отдел Цветковые, или Покрытосеменные |  |                                                             |                                                             | семейство Вязовые |  |                                          |                                          | вид Вяз Андросова |  |  |  |                    |
|  | отдел Цветковые, или Покрытосеменные |  |                                                             |                                                             | семейство Вязовые |  |                                          |                                          |                   |  |  |  |                    |
|  |                                      |  | ещё 44 порядка цветковых растений (согласно Системе APG II) | ещё 44 порядка цветковых растений (согласно Системе APG II) |                   |  |                                          | ещё около 9 родов                        | ещё около 9 родов |  |  |  |                    |
|  |                                      |  |                                                             | ещё 44 порядка цветковых растений (согласно Системе APG II) |                   |  |                                          |                                          | ещё около 9 родов |  |  |  |                    |